# Суспільне Херсон
«Суспільне Херсон» (Філія АТ «НСТУ» «Херсо́нська регіона́льна дире́кція») — українська регіональна суспільна телерадіокомпанія, філія Національної суспільної телерадіокомпанії України, до якої входять однойменний телеканал, радіоканал «Українське радіо Херсон» та діджитал-платформи, які мовлять на території Херсонської області.

## Історія
Перша телепрограма вийшла в ефір у Херсоні у травні 1959 року. У вересні розпочалися регулярні телепередачі.
1961 року в ефір вийшла перша програма у прямому ефірі.
1962 року Херсонський телецентр почав транслювати першу програму Центрального телебачення, а ще через 10 років — Українського телебачення. З січня 1981 року передається друга програма ЦТ. З 1981 року розпочато кольорове мовлення.
1971 року об'єднано студію телебачення з обласним комітетом радіомовлення і телебачення, внаслідок чого створений Комітет з телебачення і радіомовлення Херсонського облвиконкому.
Перші телепередачі каналу «Скіфія» відбулися були трансльовані 3 і 5 травня 1991 року. Офіційна назва тієї програми не затверджувалася наказом по облтелерадіокомітету.
З 3 липня 1991 року розпочався регулярний вихід у телеефір інформаційно-розважальної, комерційної програмі, «Скіфія». Хронометраж програми складав 3 години 15 хвилин.
Згодом річні обсяги мовлення становили: на телебаченні — 8760 годин (із них власного мовлення 3895 годин, або 10 год. 40 хв. на добу) і на радіо — 9508 годин.
25 серпня 2015 року Наказом Держкомтелерадіо ХОДТРК реорганізовано в Херсонську регіональну дирекцію НСТУ.
22 липня 2019 року телерадіокомпанія отримала назву «UA: Херсон», замість «Скіфія».
2 березня 2022 року російські окупанти захопили будівлю філії і все технічне обладнання. У зв'язку з цим мовлення було призупинене.
23 травня 2022 року в зв'язку з оновленням дизайн-системи брендів НСТУ телерадіокомпанія змінила назву на «Суспільне Херсон».
З 20 листопада по 18 грудня 2022 року телеканал філії транслював Чемпіонат світу з футболу 2022.

## Телебачення
«Суспільне Херсон» — український регіональний суспільний телеканал, який мовить на території Херсонської області.

### Наповнення етеру
Етерне наповнення мовника — інформаційні, соціально-публіцистичні та культурно-мистецькі програми виробництва творчих об'єднань НСТУ та «Суспільне Херсон».

#### Програми
- «Суспільне. Студія»
- «Суспільне Новини»
- «Суспільне Спорт»
- «Тиждень. Херсон»

#### Архівні програми
- «Суспільне. Спротив»
- «Ранок на Суспільному»
- «Суспільне Новини. Херсон»
- «Сьогодні. Головне»
- «Маршрутом змін»
- «Піщана казка»
- «Кіношкола вдома»
- «Шерифи для нових громад»
- «З південного неба»
- «Своя земля»
- «#Звіти_наживо»
- «Виборчий округ»
- «Тема дня»
- «Херсонський Путівник»
- «100% якості»

### Мовлення
Передача цифрового мовлення телеканалу відбувається в мультиплексі MX-5 (DVB-T2) у форматі 1080i 16:9 (HDTV). Трансляція мовника також доступна на сайті «Суспільне Херсон» в розділі «Онлайн».

## Радіо
У Херсонській області НСТУ мовить на радіоканалі «Українське радіо Херсон».

### Наповнення етеру
- «РадіоДень»
- «Про це говорять»
- «Податковий консультант»
- «Право знати»
- «Медичний формат»
- «Вивчаємо українську»
- «П'ять хвилин з психологинею»

### Мовлення
- Херсон — 100,6 FM
- Берислав — 93,1 FM (план)
- Василівка — 105,8 FM
- Високе — 95,4 FM
- Високопілля — 103,0 FM
- Генічеськ — 100,7 FM
- Костирка — 93,1 FM (план)
- Новотроїцьке — 102,8 FM
- Олешки — 100,6 FM
- Скадовськ — 101,7 FM
- Чаплинка — 106,9 FM

## Діджитал
У діджиталі телерадіокомпанія «Суспільне Херсон» представлена вебсайтом та сторінками у Facebook, Instagram, YouTube та Telegram. Крім того, на сайті «Суспільне Новини» є розділ про новини Херсонщини.

## Логотипи
Телерадіокомпанія змінила 2 логотипи. Нинішній — 3-й за рахунком.
| Логотип | Опис                                                                                       |
| ------- | ------------------------------------------------------------------------------------------ |
|         | Логотип з 2000-х років до 21 липня 2019 року                                               |
|         | Логотип з 22 липня 2019 до 22 травня 2022 року                                             |
|         | Логотип з 23 травня 2022 року дотепер                                                      |
|         | Логотип 11 листопада 2022 року у зв'язку з визволенням ЗСУ Херсона від російської окупації |

### Хронологія назв
| Дата        | Назва              |
| ----------- | ------------------ |
| 2000-і—2019 | «Скіфія»           |
| 2019—2022   | «UA: Херсон»       |
| з 2022      | «Суспільне Херсон» |